# Das Leben geht weiter (Dokumentarfilm)
Das Leben geht weiter ist ein Doku-Drama aus dem Jahr 2002, welches auf der 1993 veröffentlichten Buchdokumentation
Das Leben geht weiter – Der letzte Film des Dritten Reichs des Regisseurs und Filmhistorikers Hans-Christoph Blumenberg basiert. Regie führte der Engländer Mark Cairns; produziert wurde der von Arte in Auftrag gegebene Film von Carl Schmitt.
Thema ist der unvollendete deutsche Propagandafilm Das Leben geht weiter, der während des letzten  Kriegsjahres 1944–45 gedreht worden war. Das Filmmaterial ist bis heute verschollen, jedoch versucht das Doku-Drama anhand von Drehbüchern, Produktionsunterlagen und Zeitzeugen-Aussagen die Entstehungsgeschichte des Films zu rekonstruieren, und seine wichtige Rolle innerhalb der von Joseph Goebbels gelenkten Propagandastrategie des untergehenden Dritten Reiches darzustellen.
Das Doku-Drama gewann 2003 den International Emmy Award als bester Dokumentarfilm.

## Inhalt
Mit Dieter Moor als omnipräsenten, satirisch-lakonischem Erzähler, beleuchtet das Doku-Drama die zunehmend absurden Umstände, unter denen in der Schlussphase des Zweiten Weltkrieges der von Goebbels in Auftrag gegebene Propagandafilm Das Leben geht weiter entstand: Im Gegensatz zu anderen UFA-Produktionen aus der NS-Zeit sollte hier die Darstellung der deutschen Kriegsruinen nicht vermieden, sondern propagandistisch für den sogenannten »Endsieg« ausgeschlachtet werden. Was aber dann zu bitteren Parallelen zwischen dem geplanten Inhalt des Films und seinen tatsächlichen Drehbedingungen führte. Als spätestens im März 1945 ein Arbeiten in den Babelsberger Studios unmöglich geworden war, floh der Regisseur Wolfgang Liebeneiner mit seinem Filmteam zu einem Fliegerhorst in der Nähe von Lüneburg, um dort vermeintlich die Dreharbeiten zu Ende zu bringen.
Das Doku-Drama ist eine Mischung aus relativ wenigen Zeitzeugen-Interviews, aus manchen von Dieter Moor vorgelesenen Drehbuchauszügen oder Produktionsunterlagen, und vor allem aus eher symbolisch von Schauspielern und Statisten nachgestellten Szenen, die es dem alle Kulissen durchschreitenden Moor erlauben, sowohl die Produktionsumstände des Films als auch den Kriegsverlauf ironisch zu kommentieren. Auch bewusst rudimentär ausgeführte Animationen und Spezialeffekte kommen zum Einsatz, als Zerrspiegel der teils dilettantischen, teils verstörenden Entstehungsgeschichte. Das letzte Viertel des Doku-Dramas beschäftigt sich mit dem bis heute rätselhaften Verbleib des verschollenen Filmmaterials. 

## Entstehung
„Unser Interesse gilt der Entstehungsgeschichte des Films. Der Versuch einen Film zu produzieren, für den die Mittel gar nicht mehr da sind, weder ideologisch noch materiell.
Das Leben geht weiter sollte dem deutschen Volk zum ersten Mal das Grauen des Krieges zeigen. Im Gegensatz zu früheren Propagandafilmen soll nun erstmals auch im Kino das zerstörte Berlin gezeigt werden, das aber nach dem gewonnenen Krieg von den Bewohnern wieder aufgebaut wird. Doch es fehlte an Baumaterialien, an Benzin, an Filmmaterial, ja sogar an genug Papier um für alle Mitarbeiter Drehbücher drucken zu lassen.“

Der Produzent Carl Schmitt versuchte seit dem Erscheinen des gleichnamigen Buches 1993, einen Weg zu finden, den Stoff für eine Dokumentarverfilmung passend aufzubereiten. Da der Ende des Krieges gedrehte Ufa-Film als verschollen gilt, sind keinerlei zusammenhängende Filmausschnitte zur Rekonstruktion mehr vorhanden. Insgesamt gibt es nur fünf erhaltene Standbilder aus dem Film.
Es gab allerdings noch die bereits von Blumenberg für das Buch genutzten Produktionstagebücher, andere Dokumente sowie Zeitzeugen, deren Anzahl jedoch immer mehr sank. 1998 begann Schmitt, mit dem englischen Regisseur Mark Cairns die Dreharbeiten vorzubereiten. Anfang 2000 kamen schließlich der Hessische Rundfunk und die Arte-Redaktion an Bord, so dass der Film endlich produziert werden konnte. Am 24. Oktober 2002 wurde er erstmals im Rahmen eines „Propaganda“ genannten Themenabends auf Arte gezeigt. Danach machte das Doku-Drama eine Tour durch amerikanische Festivals und erhielt einige Auszeichnungen in den USA, die im International Emmy 2003 gipfelten.

## Kritik
„…Die neunzigminütige Dokumentation, ist die vortreffliche Rekonstruktion einer cineastischen Farce…“

„…‚Das Leben geht weiter‘ mag die Jury auch deshalb für sich gewonnen haben, weil es ein Film übers Filmemachen ist, eine Hommage ans Genre. Obwohl es gerade die Abwege einer Illusionsindustrie sind, die Regisseur Mark Cairns in Szene setzt. ‚Das Leben geht weiter‘ erzählt – nach dem Buch von Hans Christoph Blumenberg – die Entstehung eines der letzten Propagandafilme des ’Dritten Reiches’…“

## Auszeichnungen
- 13. März 2003: GOLD HUGO als Best Television Production bei den 39th Chicago International Television Awards
- Juli 2003: DV Award in den USA für „Outstanding Achievement in Digital Video“
- November 2003: International Emmy Award in New York als bester Dokumentarfilm